# Referèndums de 2014 al sud i a l'est d'Ucraïna
El 2014 al sud i l'est d'Ucraïna es van celebrar diversos referèndums d'autodeterminació, com a conseqüència de la crisi de Crimea seguida per la guerra al Donbàs. Aquests referèndums van tenir com a objectiu legitimitzar la declaració d'independència de cadascuna d'aquestes regions. Es tracta de:
- referèndum sobre la unificació de la república de Crimea amb Rússia,
- referèndum sobre la independència de la República Popular de Donetsk,
- referèndum sobre la independència de la República Popular de Luhansk.

Oficialment, les dues darreres províncies (Donetsk i Luhansk) no reclamàven la seva unificació a Rússia, sinó que preferíen una Ucraïna federal amb un nou govern. Els pro-russos de Donetsk, el mateix vespre que es va celebrar el referèndum sobre la independència, no excloïen a més l'organització d'un nou referèndum sobre la unificació amb Rússia si els resultats del primer fossin favorables, però amb el pas de temps van deixar de banda aquesta idea. Els líders de la RP de Donetsk van demanar a Rússia, l'endemà del referèndum, la seva unificació amb aquest país.
Tots aquests referèndums són anomenats "farsa tràgica" per Ucraïna i les principals potències occidentals. Pel que fa a Rússia, va reconèixer els resultats del referèndum, i més endavant va annexionar a la península de Crimea, però havia demanat als pro-russos de Donetsk i Luhansk que ajornessin les seves consultes, cosa que els pro-russos van negar de fer. Aquests referèndums van tenir lloc abans de les eleccions presidencials d'Ucraïna, previstes pel 25 de maig de 2014.